# Турнір чемпіонок Qatar Airways 2012
Турнір чемпіонок WTA Qatar Airways 2012 - жіночий тенісний турнір в одиночному розряді, яких проходив на закритих кортах з твердим покриттям. Турнір відбувся вчетверте і належав до Туру WTA 2012. Вперше відбувся в Софії (Болгарія), переїхавши туди з Балі, де турнір проводився три попередні роки й називався Турнір чемпіонок Commonwealth Bank. Тривав з 30 жовтня до 4 листопада. Ана Іванович була чинною чемпіонкою, але цього разу не брала участі через дві причини: вона не виграла жодного турніру й не досягнула жодного фіналу, тож не потрапила напряму, і вона не отримала вайлдкард, бо брала участь у фіналі Кубка Федерації 2012.

## Призовий фонд і очки
Сумарний призовий фонд Турніру чемпіонок Qatar Airways 2012 становив 750 тис доларів США.
| Етап                         | Одиночний розряд | Очки 1    |
| ---------------------------- | ---------------- | --------- |
| Чемпіонка                    | RR2 + 190,000    | RR2 + 195 |
| Фіналістка                   | RR2 + 65,000     | RR2 + 75  |
| Півфіналістка                | RR2 + 10,000     | RR2       |
| Круговий турнір (3 перемоги) | 80,000           | 180       |
| Круговий турнір (2 перемоги) | 65,000           | 145       |
| Круговий турнір (1 перемога) | 50,000           | 110       |
| Круговий турнір (0 перемог)  | 35,000           | 75        |

- 1 за кожен зіграний в круговому турнірі матч гравчиня автоматично одержує 25 очок, а за кожну перемогу в круговому турнірі - ще додатково 35
- 2 RR означає грошовий приз чи очки, здобуті на етапі кругового турніру.
- 3 Запасна одержує $7,5 тис. навіть якщо не бере участі.

### Кваліфікувалися
| Рейтинг WTA в одиночному розряді (22 жовтня 2012) |                   |         |                       |
| Сіяна                                             | Гравчиня          | Рейтинг | Виграла               |
| 1                                                 | Каролін Возняцкі  | 11      | Сеул                  |
| 2                                                 | Надія Петрова     | 13      | 'с-Гертогенбос        |
| 3                                                 | Марія Кириленко   | 15      | вайлд-кард            |
| 4                                                 | Роберта Вінчі     | 16      | Даллас                |
|                                                   | Кая Канепі        | 19      | Ештуріл               |
|                                                   | Вінус Вільямс     | 24      | Люксембург            |
| 5                                                 | Сє Шувей          | 25      | Куала-Лумпур Гуанчжоу |
| 6                                                 | Чжен Цзє          | 29      | Окленд                |
| 7                                                 | Даніела Гантухова | 32      | Паттайя               |
| 8                                                 | Цветана Піронкова | 44      | вайлд-кард            |

## Переможниці та фіналістки

### Одиночний розряд
- Надія Петрова —  Каролін Возняцкі, 6–2, 6–1